# La Clef des champs (émission de télévision belge)
Pour les articles homonymes, voir La Clef des champs et La Clé des champs (homonymie).
Ne doit pas être confondu avec La Clé des champs (émission de télévision).
La Clef des champs est une émission de télévision belge diffusée sur la Une et la Deux (RTBF) depuis 1998.
Ce magazine présenté par Philippe Soreil aborde tous les thèmes de la vie rurale. 
Il a été supprimé en 2015, remplacé par Les Ambassadeurs.